# Bay View (Kent)
Bay View – osada w Anglii, w hrabstwie Kent, w dystrykcie Swale. Leży 30 km na północny wschód od miasta Maidstone i 73 km na wschód od centrum Londynu.